# Malleastrum pseudodepauperatum
Malleastrum pseudodepauperatum är en tvåhjärtbladig växtart som beskrevs av André Leroy. Malleastrum pseudodepauperatum ingår i släktet Malleastrum och familjen Meliaceae. Inga underarter finns listade i Catalogue of Life.